# Governo de Flensburg
O Governo de Flensburg (em alemão:  Flensburger Regierung), também conhecido como Gabinete de Flensburg (Flensburger Kabinett), Governo Dönitz (Regierung Dönitz) ou Gabinete Schwerin von Krosigk (Kabinett Schwerin von Krosigk), foi o efêmero governo da Alemanha Nazista, cuja duração foi de apenas três semanas (de 2 a 23 de maio de 1945). Teve início pouco antes da rendição alemã, que marcou o  fim da Segunda Guerra Mundial na Europa, e era sediado na cidade de Flensburg. 
O governo de Flensburg foi formado após o suicídio de Adolf Hitler, em 30 de abril de 1945, durante a Batalha de Berlim. Era chefiado por Karl Dönitz, no cargo de Reichspräsident, e Lutz Graf Schwerin von Krosigk, como Ministro Líder (equivalente a Chanceler da Alemanha). Em 3 de maio, a sede de governo foi transferida para a cidade de Flensburg, no norte da Alemanha.
Na época de sua formação, as forças leais ao regime nazista ainda detinham o controle da maior parte da Áustria e da Sudetenland, que havia sido anexada pela Alemanha em 1938. Eles também ainda controlavam a maior parte do Protetorado da Boêmia e Morávia, que havia sido parcialmente anexado em 1939, quando o restante da Tchecoslováquia foi ocupado, embora após a morte de Hitler essas terras tchecas ainda ocupadas fossem efetivamente controladas pelas SS com pouca supervisão significativa de Flensburg. Além disso, os militares alemães continuaram a ocupar outros territórios de língua não alemã em diferentes locais da Europa. No entanto, além de perder a maior parte de suas conquistas durante a guerra neste ponto, as forças alemãs já haviam sido expulsas da grande maioria do território pós-Anschluss da Alemanha, além de Luxemburgo, bem como dos territórios polonês e francês que a Alemanha havia anexado ou colocado sob administração alemã direta nos estágios iniciais da guerra.
Devido ao rápido avanço dos Aliados, a jurisdição civil nominal do governo de Flensburg em sua formação foi essencialmente limitada às partes da Áustria e da Sudetenland que suas forças ainda controlavam, bem como a uma estreita faixa de território alemão que vai das fronteiras austríacas e tchecoslovacas anteriores a 1938 através de Berlim até a fronteira dinamarquesa. A partir de 25 de abril de 1945, essas terras foram cortadas em duas pelo avanço americano para se juntar às forças soviéticas em Torgau, no Elba.
Após a capitulação de todas as forças armadas alemãs em 8 de maio, a administração chefiada por Dönitz e Krosigk deixou de funcionar significativamente como um governo nacional. Por cerca de duas semanas após a rendição, foi para a maioria dos propósitos práticos ignorado pelos aliados ocidentais, bem como pelos estados neutros e pelo Japão. Na ausência de intervenção militar direta dentro do próprio Flensburg, o ministério continuou a se reunir regularmente e conduzir todos os negócios que podia. Finalmente, devido a fatores como a pressão da União Soviética, em 23 de maio as tropas britânicas prenderam todo o gabinete como prisioneiros de guerra e assim efetivamente dissolveram os últimos remanescentes legais sobreviventes do regime nazista. Esta dissolução foi formalizada pelas quatro Potências Aliadas em 5 de junho de 1945, que na época formaram o Conselho de Controle Aliado para coordenar a administração civil da Alemanha ocupada pelos Aliados.

## Formação

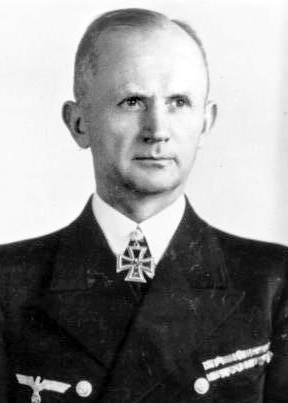
Karl Dönitz

Assim que ficou claro que Hitler pretendia ficar e morrer na cidade sitiada de Berlim, o comando geral efetivo das forças armadas alemãs foi exercido por meio do Oberkommando der Wehrmacht (OKW), o Alto Comando Militar Alemão, que havia se mudado para Rheinsberg. Prevendo que o território controlado pelos alemães seria dividido, comandos militares e civis separados foram provisoriamente estabelecidos em 15 de abril; sob o marechal de campo Albert Kesselring em Pullach para forças no sul e oeste, e sob o comando do Grande Almirante Karl Dönitz em Plön para forças no norte e leste; mas então Hitler parou de transferir a autoridade militar executiva para eles.
Em 27 de abril, Wilhelm Keitel e Alfred Jodl, do Alto Comando do Exército, reuniram-se em Rheinsberg com Dönitz e Heinrich Himmler para discutir a situação da guerra agora que a queda de Berlim não poderia ser evitada. Himmler assumiu a presidência como o reconhecido vice- Führer e, desde a desgraça e demissão de Hermann Göring, o esperado sucessor de Hitler. Ao deixarem Rheinsberg em 28 de abril, Himmler pediu a Dönitz que confirmasse que estaria disposto a servir em um governo sucessor que Himmler pudesse formar. Naquele dia, entretanto, os britânicos e americanos publicaram as propostas secretas de Himmler para uma paz separada no Ocidente (que eles haviam rejeitado), às quais Hitler reagiu demitindo Himmler de todos os cargos e ordenando sua prisão por traição. Telegramas enviados por Martin Bormann em 29 e 30 de abril informaram Dönitz desses acontecimentos e da nomeação do próprio Dönitz como sucessor de Hitler.

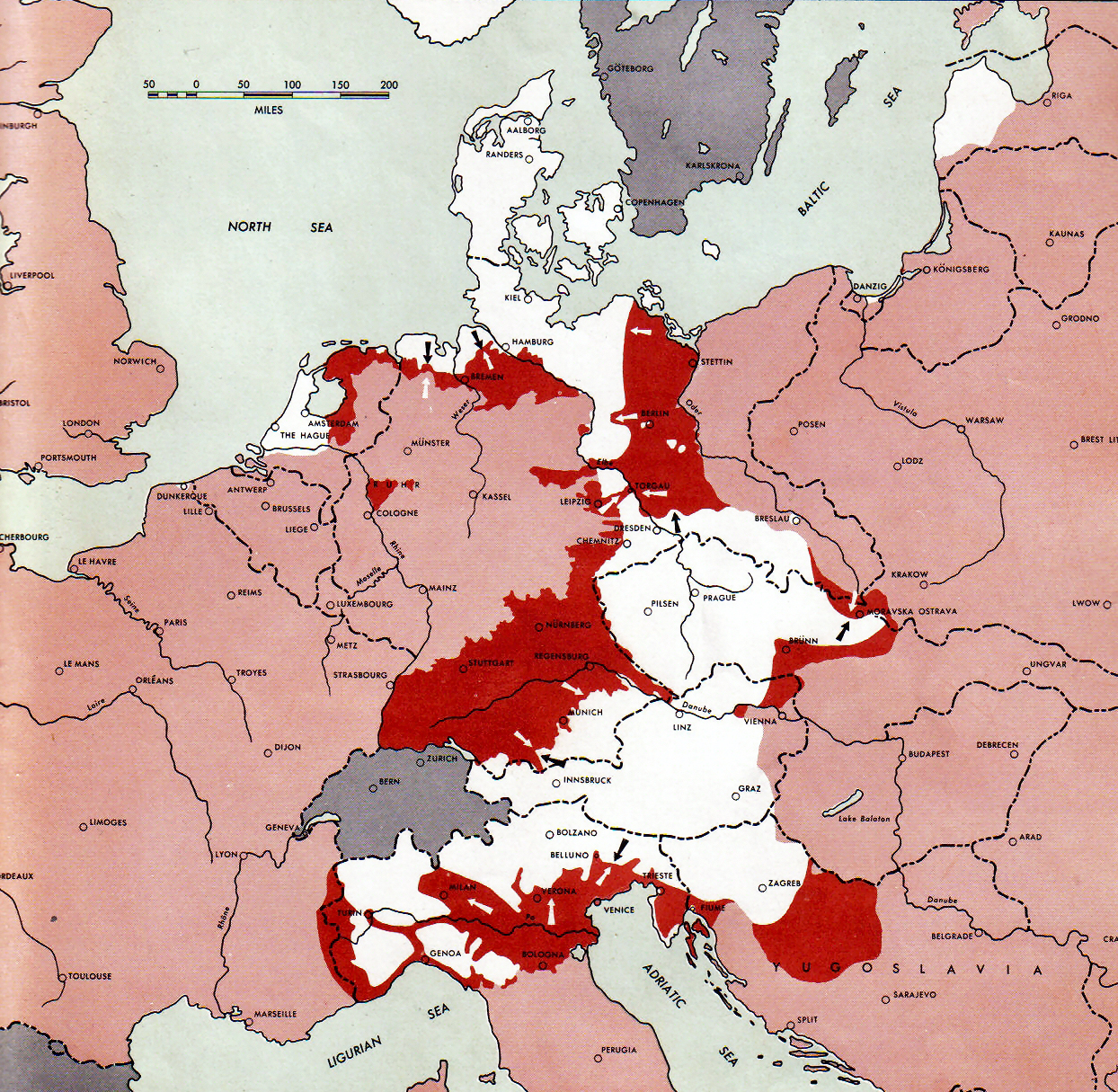
Situação da Segunda Guerra Mundial na Europa na época da morte de Hitler. As áreas brancas foram controladas pelas forças alemãs, as áreas rosas foram controladas pelos Aliados e as áreas vermelhas indicam avanços recentes dos Aliados.

Com Göring e Himmler removidos da sucessão, Hitler em seu testamento político nomeou o Grande Almirante Dönitz como seu sucessor como Presidente e Comandante Supremo das Forças Armadas, e designou o Ministro da Propaganda Joseph Goebbels como chefe de governo como Chanceler. Goebbels cometeu suicídio no Führerbunker de Berlim em 1º de maio. No mesmo dia, Dönitz aceitou os cargos de Comandante Supremo e Chefe de Estado em endereços de transmissão separados para as forças armadas alemãs e para o povo alemão. Os ministros residuais do gabinete de Hitler, que fugiram da queda de Berlim para se juntar a Dönitz no quartel da Wehrmacht perto de Plön em Holstein, renunciaram no dia seguinte. Suspeitando que Bormann também poderia ter escapado de Berlim e pretendia tomar o poder, Dönitz se encontrou com o ex-ministro das Finanças de Hitler, Lutz Graf Schwerin von Krosigk, e pediu-lhe que constituísse um novo governo do Reich.
O gabinete de Schwerin von Krosigk se reuniu pela primeira vez em Eutin, para onde ele e sua equipe ministerial foram evacuados, em 2 de maio. Mais tarde, em 2 de maio, e em vista do rápido avanço das forças do Segundo Exército britânico que se aproximavam de Lübeck, Dönitz se encontrou com Schwerin von Krosigk, Paul Wegener, Himmler e Keitel para discutir a necessidade urgente de uma nova realocação. Himmler defendeu uma mudança para Praga, então a última grande capital da Europa Central nas mãos dos alemães, e mais perto do avanço das forças americanas com quem esperava negociar pessoalmente, mas Dönitz se recusou a sancionar qualquer movimento fora das fronteiras da Alemanha. Além disso, a situação política do Protetorado da Boêmia e Morávia era altamente instável. Dönitz decidiu, em vez disso, prosseguir para a academia naval Mürwik em Flensburgo, perto da fronteira dinamarquesa. O gabinete se reuniu na escola de esportes da academia naval; enquanto os escritórios administrativos e acomodações para os vários ministérios foram estabelecidos no transatlântico MV Patria, atracado no porto de Flensburg. O Alto Comando Alemão, que havia se mudado de Rheinsberg para Neustadt em Holstein dois dias antes, também se mudou para Flensburg, enquanto a liderança da SS se reunia em Flensburg desde 28 de abril.

## Gabinete
Três ministérios foram abolidos completamente (Ministério da Aeronáutica, Territórios Orientais Ocupados e Esclarecimento Público e Propaganda). Embora retivesse alguns membros do gabinete anterior de Hitler e do gabinete de Goebbels, Dönitz demitiu três ministros (Bernhard Rust, Alfred Rosenberg e Otto Georg Thierack). Outros ex-ministros, como Walther Funk (Economia) e Wilhelm Ohnesorge (Correios) também ficaram sem novos cargos. O novo governo consistia nas seguintes pessoas:
| Cargo                                               | Imagem | Ministro                       | Posse do Cargo         | Fim do Mandato     | Partido |
| --------------------------------------------------- | ------ | ------------------------------ | ---------------------- | ------------------ | ------- |
| Reichspräsident                                     |        | Karl Dönitz                    | 30 de abril de 1945    | 23 de maio de 1945 | NSDAP   |
| "Ministro Líder" e Ministro das Relações Exteriores |        | Lutz Graf Schwerin von Krosigk | 2 de maio de 1945      | 23 de maio de 1945 | NSDAP   |
| Ministro das Finanças                               |        | Lutz Graf Schwerin von Krosigk | 1 de junho de 1932     | 2 de maio de 1945  | NSDAP   |
| Ministro dos Transportes                            |        | Julius Heinrich Dorpmüller     | 2 de fevereiro de 1937 | 2 de maio de 1945  | NSDAP   |
| Ministro da Alimentação e Agricultura               |        | Herbert Backe                  | 23 de maio de 1942     | 23 de maio de 1945 | NSDAP   |
| Ministro da Indústria e Produção                    |        | Albert Speer                   | 5 de maio de 1945      | 23 de maio de 1945 | NSDAP   |
| Ministro do Trabalho e Assuntos Sociais             |        | Franz Seldte                   | 5 de maio de 1945      | 23 de maio de 1945 | NSDAP   |
| Ministério Federal do Interior                      |        | Wilhelm Stuckart               | 5 de maio de 1945      | 23 de maio de 1945 | NSDAP   |
| Ministro da Cultura                                 |        | Wilhelm Stuckart               | 5 de maio de 1945      | 23 de maio de 1945 | NSDAP   |
| Ministro da Justiça                                 |        | Herbert Klemm                  | 5 de maio de 1945      | 23 de maio de 1945 | NSDAP   |
| Ministro das Comunicações e Correios                |        | Julius Heinrich Dorpmüller     | 5 de maio de 1945      | 23 de maio de 1945 | NSDAP   |

Dönitz evitou incluir líderes nazistas proeminentes em seu gabinete, exceto Speer, mas incluiu vários oficiais da SS e outros que estiveram intimamente envolvidos na formulação e execução das políticas genocidas do antigo regime. Herbert Backe foi o autor do Plano da Fome de 1941, uma estratégia deliberada para a eliminação em massa pela fome dos prisioneiros de guerra soviéticos e das populações urbanas soviéticas "excedentes". O vice de Speer no Ministério da Economia e Produção foi Otto Ohlendorf, que dirigiu pessoalmente o assassinato de centenas de milhares de judeus e comunistas no território soviético ocupado. Wilhelm Stuckart havia participado da Conferência de Wannsee em janeiro de 1942, quando as responsabilidades administrativas para a "Solução Final para o Problema Judaico" foram acordadas. Otto Ohlendorf foi transferido diretamente da direção do escritório de Himmler como Reichsführer-SS; e, no geral, dos 350 funcionários que trabalhavam nos escritórios do governo de Flensburg, 230 eram membros da SS ou de outros serviços de segurança. As escolhas de gabinete de Dönitz foram claramente limitadas por quem estava disponível. Caso contrário, e apesar de sua subsequente afirmação de que seu governo era "apolítico", a característica mais consistente dos escolhidos foi uma oposição virulenta ao bolchevismo e a determinação de garantir que os eventos revolucionários na Alemanha decorrentes do armistício de 1918 não fossem repetido em 1945. Como Dönitz não pretendia então qualquer rendição aos soviéticos ou poloneses e continuou a identificar "judeus e aproveitadores" como inimigos do povo alemão, ele não teve nenhum escrúpulo em incluir em seu gabinete homens com sangue nas mãos, desde que esse sangue era russo, europeu oriental ou judeu.
Nos primeiros dias, o cargo de Ministro do Interior permaneceu vago. Este tinha sido o cargo de Himmler, mas Himmler foi condenado como traidor, demitido de todas as funções e condenado a ser preso no Último Testamento de Hitler. Dönitz não queria o nome de Himmler associado ao seu novo governo. No entanto, Dönitz temia que qualquer movimento contra Himmler alienasse a SS, uma força que era pessoalmente leal ao seu comandante. Após o suicídio de Hitler, a SS permaneceu armada, poderosa e cética em relação às alegações do Führer contra Himmler. Dönitz tacitamente pôs de lado as instruções de Hitler e continuou a ver Himmler diariamente sem conceder-lhe qualquer compromisso formal. Foi apenas em 6 de maio de 1945, enquanto as negociações finais estavam em perspectiva para uma capitulação ao general americano Dwight D. Eisenhower no oeste, que Dönitz demitiu Himmler de todos os seus cargos e nomeou Stuckart em seu lugar.

### Alto Comando das Forças Armadas

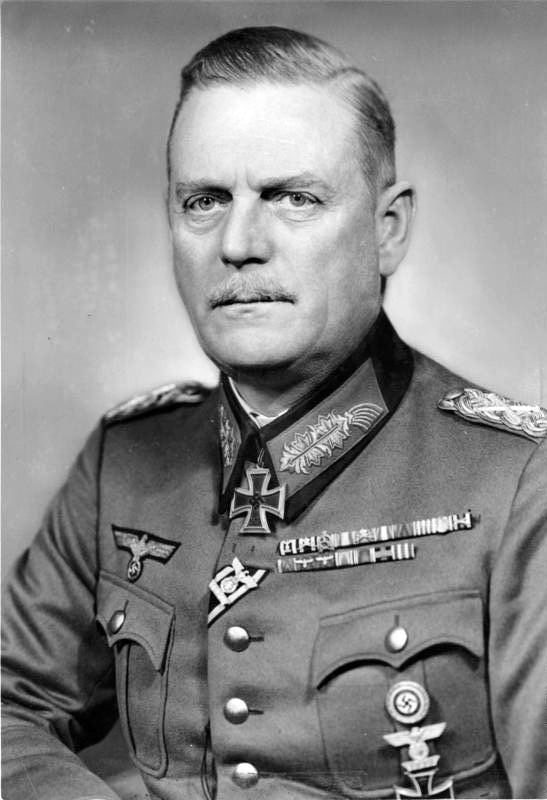
Wilhelm Keitel

Dönitz esperava poder nomear o marechal de campo Erich von Manstein como Comandante em Chefe do Exército e Chefe do OKW, ao qual o Alto Comando do Exército (Oberkommando des Heeres) estava sujeito desde 28 de abril de 1945, mas ele não poderia ser contatado em 2 de maio, e assim o marechal de campo Wilhelm Keitel foi mantido no cargo; e nesta qualidade Keitel assinou o ato de rendição para o Alto Comando Alemão em Berlim em 8 de maio. Outro fator que favoreceu a continuação de Keitel como Comandante-em-Chefe foi o apoio a ele do Coronel-General Alfred Jodl, Chefe do Estado-Maior de Operações da Wehrmacht, cuja permanência Dönitz reconheceu como essencial. Jodl representaria Dönitz nas negociações com os Aliados em Reims, na França. O almirante Hans-Georg von Friedeburg foi nomeado para suceder Dönitz como Comandante da Kriegsmarine e foi promovido por Dönitz ao posto de Generaladmiral em 1º de maio. A Força Aérea havia sido amplamente destruída ou aterrada devido à falta de combustível, portanto nenhuma nova nomeação foi feita. O marechal de campo Robert Ritter von Greim permaneceu como comandante da Luftwaffe.
Apesar das sucessivas deslocalizações, o Alto Comando das Forças Armadas continuou a funcionar, mantendo-se a sua organização e estruturas. Mas o mesmo não acontecia com nenhum outro braço do governo. A partir de março de 1945, os funcionários dos vários ministérios foram evacuados para hotéis resort nos Alpes bávaros e austríacos - principalmente na região de Berchtesgaden, deixando apenas os próprios ministros em Berlim. Em 13 de abril, as demais embaixadas estrangeiras e o corpo diplomático foram evacuados para Bad Gastein. Finalmente, em 20 de abril, todos os ministros e suas equipes pessoais receberam ordens de seguir para o sul; mas como as estradas já haviam sido cortadas e não havia aeronaves de transporte suficientes disponíveis, vários ministros (como Schwerin von Krosigk) forçosamente se dirigiram para o norte. Assim, o governo da Alemanha foi, com a morte de Hitler, dividido em seis centros. O Ministério da Propaganda, feudo pessoal de Joseph Goebbels, havia permanecido com ele em Berlim, assim como a Chancelaria do Partido Nazista sob Martin Bormann; enquanto o Alto Comando da Luftwaffe havia se mudado para Berchtesgaden, tendo sido até sua demissão abrupta em 23 de abril o feudo equivalente de Göring. Himmler manteve sua base de poder pessoal nos escritórios da SS e do aparato de segurança, que foram estabelecidos em Lübeck, no norte, e depois transferidos para Flensburg. Outros ministérios e ministros do governo foram localizados em Berchtesgaden e na sede de Dönitz em Plön. Com o Alto Comando das Forças Armadas também localizado no norte - embora muitos funcionários do OKW tenham ido para o sul - não havia, em consequência, nenhuma aparência de um governo central alemão, e a maioria dos membros do gabinete não tinha qualquer equipe de apoio de seus ministérios nominais.

## Ações

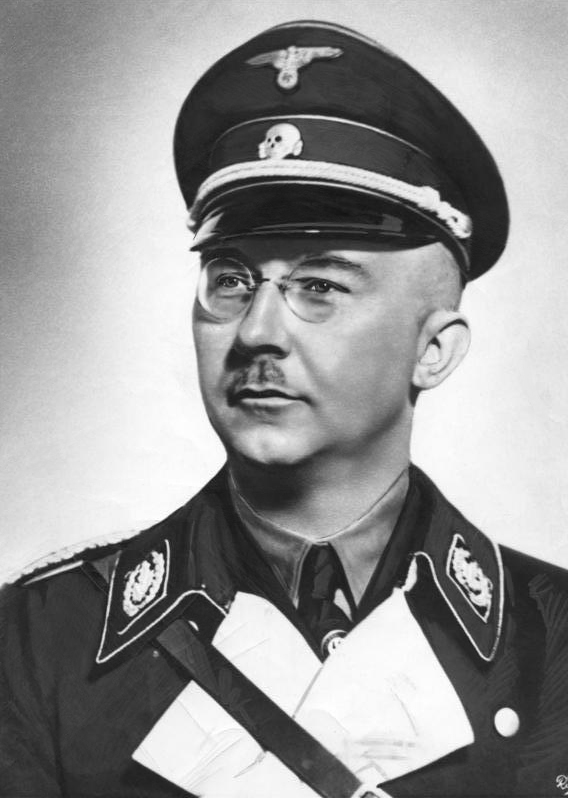
Heinrich Himmler

A prioridade inicial de Dönitz era abrir a comunicação com os comandantes dos exércitos alemães e estabelecer com eles o reconhecimento de sua nova autoridade como único Comandante Supremo de todas as forças armadas alemãs. Ele também buscou o acordo deles com sua política geral de negociar sucessivas rendições parciais com os aliados ocidentais, enquanto mantinha a guerra contra as forças soviéticas no leste. A chave para isso foi deixar Himmler de lado, Joachim von Ribbentrop, Alfred Rosenberg e outros ex-grandes nazistas que fugiram para Flensburg, mas cuja participação contínua no governo impediria qualquer negociação com os aliados ocidentais. As intenções de Dönitz eram, se possível, dividir os Aliados e oferecer unidades militares alemãs como componentes de uma frente antibolchevique comum. Falhando nisso, ele procurou salvar o maior número possível de soldados alemães do cativeiro soviético, ordenando que as unidades no leste recuassem para o oeste e se rendessem aos britânicos, canadenses ou americanos e redobrando a Operação Hannibal, a evacuação marítima de unidades presas na costa do Báltico. Por insistência de Dönitz, Keitel e Jodl tentaram direcionar o que restava da Wehrmacht para esses objetivos. Em 2 de maio, Dönitz obteve juras de lealdade dos comandantes dos exércitos alemães na Noruega, Curlândia, Prússia Oriental e Boêmia; essas promessas foram feitas a ele pessoalmente como Comandante Supremo, e não como Chefe de Estado em um próximo governo.
Fora isso, porém, as políticas de Dönitz demonstraram principalmente continuidade com o regime anterior: o partido nazista não foi banido nem dissolvido; Dönitz mantinha um busto de Hitler em seu escritório; e os uniformes, insígnias e protocolo da Alemanha nazista foram mantidos, incluindo inicialmente até a saudação "Heil Hitler". Após um apelo de Speer, em 2 de maio, Dönitz rescindiu o infame "Decreto Nero" ordenando a destruição por terra arrasada da infra-estrutura e plantas industriais alemãs; mas não foi até 6 de maio que as ordens de destruição de contrapartida foram rescindidas para os territórios que permaneceram sob ocupação alemã, como a Noruega. Além disso, nem os tribunais sumários para punição civil, nem a disciplina militar por tribunais sumários marciais foram abolidos, com execuções militares por insultar a memória de Hitler sendo confirmadas mesmo após a capitulação final em 8 de maio.
Embora a presença de líderes SS e suas equipes em Flensburg tenha fornecido a Dönitz uma fonte de pessoal para apoiar seu governo, caso contrário, eles apresentavam problemas. Em particular, a liderança da SS teve acesso às forças armadas que não estavam sob o controle de Dönitz e permaneceu firmemente leal a Himmler, que Dönitz presumiu ser pessoalmente inaceitável agora para os Aliados ocidentais e para a Wehrmacht. Dönitz lidou com a questão enrolando Himmler o máximo que pôde com vagas perspectivas de uma possível função no governo. Uma vez que negociações sérias estavam em andamento para a rendição a Eisenhower, Himmler e o aparato SS tiveram que ser retirados do caminho. Em 5 de maio de 1945, Dönitz informou Himmler de sua próxima demissão, prometendo documentos e identidades falsas para ele e seus principais tenentes se eles se retirassem imediatamente. Himmler reuniu seus colegas líderes da SS pela última vez naquele dia e os aconselhou a "mergulhar na Wehrmacht". No dia seguinte, eles haviam fugido.
Isso chegou tarde demais para os prisioneiros do campo de concentração dentro da área que agora estavam sob a autoridade nominal de Dönitz, enquanto estavam sob o controle real da SS. Estes eram cerca de 10 000 quando Dönitz assumiu a presidência; principalmente ex-reclusos do campo de Neuengamme nos arredores de Hamburgo, que havia sido fechado em preparação para a rendição da cidade aos britânicos. Entre 16 e 28 de abril, os prisioneiros foram transferidos para o leste e escondidos pelas SS em uma flotilha de navios impróprios para navegar ancorados na baía de Lübeck, onde permaneceram sem alimentação ou atendimento médico. Na época, essa ação foi contestada pelo contra-almirante Konrad Englehardt na equipe de Dönitz, mas quando o governo de Flensburg surgiu, Dönitz não fez nenhuma tentativa de libertar os prisioneiros e seu governo evitou qualquer reconhecimento subsequente de que eles sabiam que estavam lá. Em 3 de maio de 1945, a flotilha da prisão foi afundada pela Royal Air Force na crença equivocada de que os navios estavam sendo preparados para evacuar o pessoal da SS. Mais de 7 000 prisioneiros morreram afogados, principalmente no antigo transatlântico Cap Arcona.

### Capitulações parciais no Ocidente
Em 2 de maio, ainda em Plön, Dönitz ficou surpreso ao saber que as forças alemãs na Itália haviam se rendido incondicionalmente aos aliados ocidentais. A capitulação foi negociada sem o conhecimento ou consentimento de Hitler e assinada em Caserta em 29 de abril, mas demorou três dias para entrar em vigor. Enquanto Hitler ainda estava vivo, Dönitz seguiu absolutamente seus comandos para lutar até o fim em todas as frentes. No entanto, ele agora percebeu que a posição da Wehrmacht no Ocidente era insustentável. Ele acreditava que render as forças alemãs apenas aos aliados ocidentais poderia apresentar oportunidades para separar os britânicos e americanos dos soviéticos. A partir daí, ele assumiu a direção de outras iniciativas de rendição alemã, explorando oportunidades de rendição parcial no Ocidente. No leste, entretanto, ele continuou a ordenar que os exércitos alemães continuassem lutando. Em 2 de maio, ele tentou, sem sucesso, revogar as decisões do comandante alemão em Berlim de entregar suas forças aos soviéticos; e em 3 de maio, emitiu ordens aos defensores sitiados da Curlândia e Breslau para manter sua resistência.

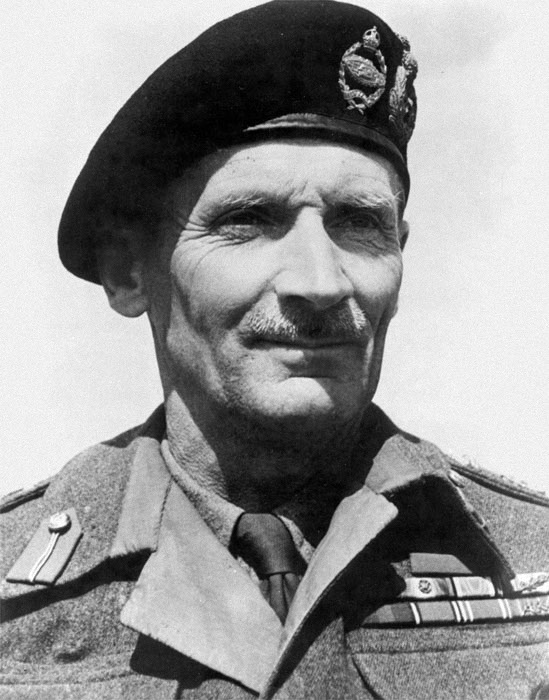
Marechal de Campo Bernard Montgomery

Em 3 de maio, Dönitz enviou o almirante Hans-Georg von Friedeburg, seu sucessor como comandante-em-chefe naval, ao quartel-general do marechal-de-campo britânico Bernard Montgomery em Luneburgo, com uma oferta de rendição das forças alemãs no noroeste da Alemanha, juntamente com os demais elementos do Grupo de Exércitos Vístula. Montgomery informou von Friedeburg que não poderia aceitar a rendição das forças que lutavam na Frente Oriental e que, conseqüentemente, o Grupo de Exércitos Vístula teria que se render aos soviéticos, embora as forças britânicas aceitassem a rendição de quaisquer soldados alemães que fugissem para o oeste. Em vez disso, ele propôs, após discussões entre Eisenhower e o governo britânico, que aceitaria a rendição de todas as forças militares alemãs no noroeste da Alemanha, Eslésvico-Holsácia, Holanda e Dinamarca, incluindo forças navais e navios de guerra nessas áreas. Friedeburg pediu 48 horas para considerar isso; Montgomery permitiu-lhe 24. A inclusão proposta da Dinamarca e dos navios de guerra alemães operando lá, inicialmente alarmou Dönitz, que desejava a todo custo manter a Operação Hannibal, evacuando as tropas alemãs através do Báltico para os portos dinamarqueses; mas, pensando bem, ele calculou que poderia escapar secretamente da obrigação de entregar esses navios se eles estivessem no mar na data em que a rendição entrou em vigor. Além disso, como era improvável que Montgomery pudesse prontamente enviar forças britânicas para as ilhas dinamarquesas sob ocupação alemã, especialmente Bornholm no Báltico central, havia toda a possibilidade de que o processo de evacuação pudesse continuar em total desrespeito aos termos de rendição acordados. Consequentemente, autorizado por Dönitz, von Friedeburg retornou em 4 de maio e assinou um instrumento de rendição para todas as tropas e navios alemães na Holanda, Dinamarca e noroeste da Alemanha. Isso foi aceito por Montgomery em nome de Eisenhower. Esta rendição de 4 de maio entraria em vigor às 8:00 sou em 5 de maio; então Dönitz ordenou que todos os navios envolvidos na Operação Hannibal realizassem uma viagem secreta de evacuação final, ao mesmo tempo em que ordenava unilateralmente que todas as ações dos submarinos cessassem. Uma tripulação da frota de evacuação recusou-se a zarpar; então Dönitz ordenou que os líderes fossem presos por motim, julgados por corte marcial sumária e fuzilados.
Além disso, em 5 de maio de 1945, todas as forças alemãs na Baviera e no sudoeste da Alemanha assinaram um ato de rendição aos americanos em Haar, nos arredores de Munique, entrando em vigor em 6 de maio. Montgomery, sempre buscando aumentar sua própria posição pública às custas de outros comandantes aliados, conseguiu uma ampla cobertura da mídia para a assinatura de 4 de maio. Montgomery forneceu a von Friedeburg um texto alemão preparado dos documentos de rendição, no entanto, porque tanto este quanto o texto em inglês declararam explicitamente que apenas a versão em inglês deveria ser considerada autêntica, Montgomery aparentemente considerou desnecessário emitir o texto em alemão para o imprensa. Dönitz e Krosigk rapidamente perceberam esse descuido e prontamente transmitiram sua própria versão alemã adulterada, que diferia significativamente daquela assinada - especificamente, os navios de guerra no Báltico não foram incluídos nem o território em Schleswig ao redor do próprio Flensburg; e, especialmente, a rendição foi descrita como uma 'trégua', não uma capitulação. Como era a intenção de Dönitz, esta transmissão exacerbou as suspeitas de Stalin sobre as capitulações parciais, especialmente porque a maior parte do 3º Exército Panzer e do 21º Exército realmente conseguiram se render aos britânicos e americanos, em vez dos soviéticos. Percebendo isso, Eisenhower determinou que nenhuma outra capitulação parcial seria negociada.
As capitulações em Luneberg e Haar não puderam fazer nada, no entanto, para o grosso das forças alemãs no Grupo de Exércitos Centro, lutando contra os soviéticos na Boêmia e na Saxônia. Em 4 de maio, Dönitz, junto com Karl Frank, o protetor do Reich da Boêmia e Morávia, concebeu um dispositivo pelo qual o Grupo de Exércitos Centro poderia se render às forças americanas do general George Patton, que estavam entrando nas áreas dos Sudetos da antiga Tchecoslováquia a partir de a oeste, e aproximando-se de Pilsen. Dönitz propôs que Frank dissolvesse o Protetorado da Boêmia e Morávia e renunciasse em favor de um governo fantoche tcheco, que então declararia Praga uma cidade aberta e convidaria os americanos a entrar. As virulentas visões anticomunistas de Patton eram bem conhecidas da liderança alemã, que considerou que com Patton em Praga seria muito mais fácil para o Grupo de Exércitos Central negociar os termos de rendição com ele, mantendo sua resistência aos soviéticos, se possível arrastando americanos e soviéticos exércitos em confronto direto. Frank tinha esperanças de que "podemos arquitetar um desacordo entre os Aliados Ocidentais e a União Soviética ainda mais sério do que o da Polônia". A manobra foi proposta para entrar em vigor em 5 de maio, mas foi superada pela eclosão do levante de Praga naquela data; e nos três dias seguintes, longe de render Praga como uma cidade aberta, as forças da SS lançaram uma resposta selvagem aos insurgentes, com represálias brutais contra civis tchecos e destruição generalizada no centro de Praga. As ordens para bombardear toda a Cidade Velha só foram evitadas devido à falta de combustível para as unidades de bombardeio da Luftwaffe. Alertado sobre as maquinações alemãs por meio de sinais Ultra interceptados, Eisenhower ordenou que Patton ficasse parado em Pilsen, apesar dos pedidos cada vez mais desesperados de ajuda dos insurgentes. Praga foi finalmente libertada pelas forças do general Ivan Konev em 9 de maio de 1945.

### Capitulação geral em todas as frentes

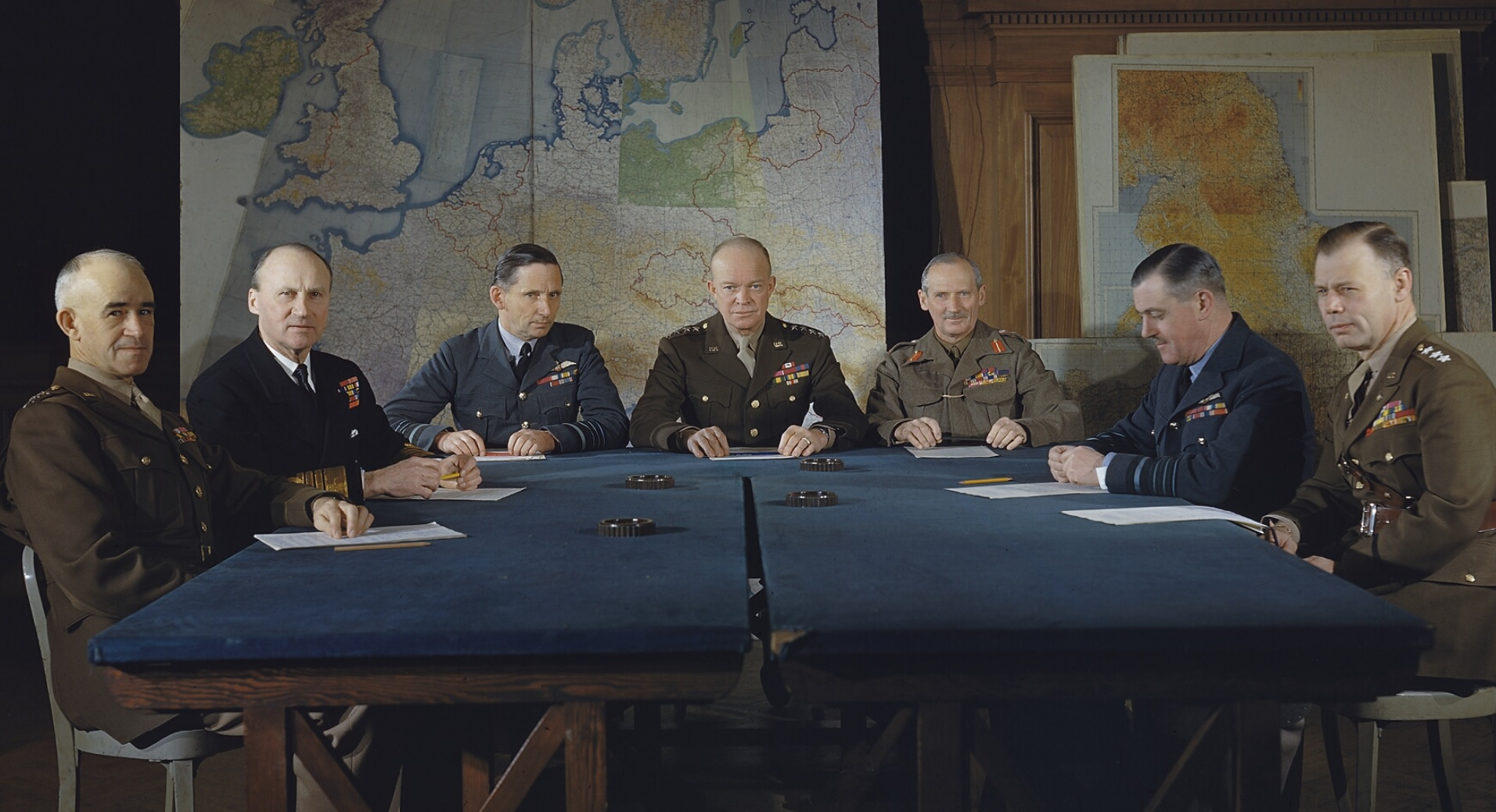
Comandantes do SHAEF em conferência em Londres

Após o sucesso das duas rendições parciais de 4 e 5 de maio, Dönitz instruiu Friedeburg a ir ao Quartel-General Supremo da Força Expedicionária Aliada (SHAEF) para negociar com Eisenhower os termos de uma rendição geral de todos os exércitos alemães restantes aos Aliados ocidentais. Desde o encontro de von Friedeburg com Montgomery, a oposição de Eisenhower em aceitar uma rendição alemã que excluísse a União Soviética havia sido esclarecida para o alto comando alemão, mas Dönitz esperava mudar de ideia.
No dia seguinte, 5 de maio, von Friedeburg chegou ao quartel-general do general Eisenhower em Reims, França, mas soube que Eisenhower estava decidido a discutir apenas uma rendição total em todas as frentes a todos os Aliados. Jodl chegou um dia depois, aparentemente para assinar tal rendição geral. Dönitz o instruiu a prolongar as negociações o máximo possível para que as tropas e refugiados alemães pudessem se mover para o oeste para se render às potências ocidentais. Eisenhower deixou claro que os Aliados exigiam rendição incondicional imediata em todas as frentes. Quando ficou óbvio que os alemães estavam protelando, Eisenhower ameaçou fechar a frente ocidental a todos os alemães que se rendessem do leste. Se isso tivesse acontecido, os soldados alemães que tentavam cruzar a linha de rendição seriam alvejados e todas as rendições subsequentes teriam que ser para os soviéticos. Quando Dönitz soube disso, ele transmitiu a Jodl plenos poderes para assinar o Instrumento Alemão de Rendição incondicional às 13h30. Na manhã de 7 de maio. Pouco mais de uma hora depois, Jodl assinou os documentos. Os documentos de rendição incluíam a frase: "O Alto Comando Alemão emitirá imediatamente ordens a todas as autoridades militares, navais e aéreas alemãs e a todas as forças sob controle alemão para cessar as operações ativas às 23h01, horário da Europa Central, em 8 de maio e permanecer em os cargos ocupados na época." Os Aliados Ocidentais tinham uma estrutura de comando unificada e formavam uma única força expedicionária, a "Força Expedicionária Aliada". O general do Exército dos EUA Walter Bedell Smith (chefe de gabinete de Eisenhower no SHAEF) assinou em nome dos aliados ocidentais, e o general Ivan Susloparov (o oficial de ligação soviético no SHAEF) assinou em nome dos soviéticos. O major-general francês François Sevez assinou como testemunha oficial.
Embora Eisenhower tivesse procurado manter o General Alexei Antónov do Alto Comando Soviético totalmente informado sobre o andamento das negociações de rendição, nenhuma confirmação foi recebida dos soviéticos de que o texto do Ato de Rendição Militar fosse aceitável para eles, ou que Susloparov fosse autorizado a assiná-lo. Consequentemente, Eisenhower extraiu de Jodl um compromisso adicional assinado de que o Chefe do OKW e os Comandantes em Chefe das três forças armadas alemãs compareceriam pessoalmente e assinariam uma "ratificação formal" do Ato de Rendição Militar, em local e data a definir. Cerca de seis horas após a assinatura, Antonov respondeu que os termos da rendição eram inaceitáveis e que Susloparov não poderia assiná-los. Eisenhower prontamente concordou e se comprometeu a comparecer junto com o resto do SHAEF para a assinatura definitiva em Berlim, dois dias depois. A resposta de Antonov também observou que von Friedeburg havia encaminhado o assunto para Dönitz pelo rádio; e que Dönitz, em violação direta dos termos de rendição assinados, ainda não havia emitido ordens para que as forças alemãs no leste permanecessem em suas posições, mas, em vez disso, as instruiu a continuar sua resistência e fugir para o oeste. Antonov afirmou que, embora as discussões internas dos militares alemães de forma alguma obrigassem as Potências Aliadas, a assinatura de Jodl não poderia ser aceita como válida se ele estivesse assinando como representante de Dönitz, já que o próprio Dönitz estava claramente agindo de má fé. Ele propôs que o ato definitivo de rendição deixasse claro que os Comandantes em Chefe de cada uma das forças armadas alemãs estavam, ao assiná-lo, entregando suas forças sob a autoridade do Alto Comando Alemão - e não como delegado por Dönitz ou pelo suposto governo de Flensburg.
Um segundo instrumento de rendição, alterado, foi assinado em Karlshorst, Berlim, em 8 de maio, pouco antes da meia-noite. O Marechal Gueorgui Júkov assinou pelo Alto Comando Soviético, e o Marechal Britânico da Força Aérea Real Arthur Tedder assinou em nome dos Aliados Ocidentais (Tedder atuou como representante de Eisenhower na cerimônia de Berlim, e assinou "em nome do Supremo Comandante da Força Expedicionária Aliada", na qualidade de Vice-Comandante Supremo). O general francês Jean de Lattre de Tassigny e o general das Forças Aéreas do Exército dos EUA Carl Spaatz assinaram como testemunhas oficiais. Os Aliados exigiram que representantes do Exército Alemão, Marinha e Força Aérea, e do Alto Comando das Forças Armadas, assinassem a ratificação da rendição incondicional, e que apresentassem plenos poderes autorizando-os a fazê-lo em nome do Alto Comando Alemão Comando. Atendendo a essa demanda, Dönitz emitiu uma comunicação telegrafada de seu "Quartel General do Comandante Supremo" ( Der Oberste Befehlshaber Hauptquartier ) concedendo os plenos poderes necessários, e, portanto, o segundo Ato de Rendição Militar foi assinado por Keitel como Chefe de o Alto Comando das Forças Armadas e como Comandante em Chefe do Exército interino; por von Friedeburg como o Comandante em Chefe da Kriegsmarine, pelo General Hans-Jürgen Stumpff como Vice-Comandante em Chefe da Luftwaffe, como o Marechal de Campo Robert Ritter von Greim, o comandante da Luftwaffe, havia sido ferido. Na época especificada, a Segunda Guerra Mundial na Europa terminou. Em 9 de maio, Dönitz emitiu ordens às Forças Armadas Alemãs sobre a rendição militar.
O texto do documento de rendição definitiva assinado em Berlim diferia do anteriormente assinado em Reims, principalmente porque, ao segundo artigo foi adicionado os termos "..e desarmar completamente, entregando suas armas e equipamentos aos comandantes aliados locais ou oficiais designados pelos Representantes do Comando Supremo Aliado"; que teve o efeito de exigir que as tropas alemãs que enfrentavam as forças soviéticas entregassem suas armas, se dispersassem e se entregassem como prisioneiros. Caso contrário, nem os instrumentos de rendição de Reims nem de Berlim previam explicitamente a rendição do Estado alemão, porque o documento preliminar de rendição preparado pela Comissão Consultiva Europeia (EAC) não foi usado. Em vez disso, uma versão simplificada, apenas militar, foi produzida pelo SHAEF, baseada em grande parte no texto do instrumento de rendição parcial das forças alemãs na Itália, assinado em Caserta. Essa definição da rendição como um ato de capitulação militar evitou qualquer reconhecimento aliado do governo alemão ou de Dönitz como chefe de Estado. A questão dos efeitos civis da rendição incondicional só foi resolvida mais tarde, quando a 23 de maio os Aliados decidiram dissolver o Governo de Flensburg e a 5 de junho emitiram a declaração de Berlim, proclamando a assunção direta da autoridade governamental suprema na Alemanha pelos Aliados Poderes. O texto da Declaração de Berlim foi amplamente baseado no rascunho do instrumento de rendição da Alemanha da EAC. O rascunho foi reformulado em uma declaração unilateral com um preâmbulo explicativo estendido, que explicitava a posição dos Aliados de que, como resultado de sua derrota completa, a Alemanha havia ficado sem governo, um vácuo que a assunção direta da autoridade suprema pelos Aliados substituiria.

## Dissolução

### Retirada do reconhecimento diplomático

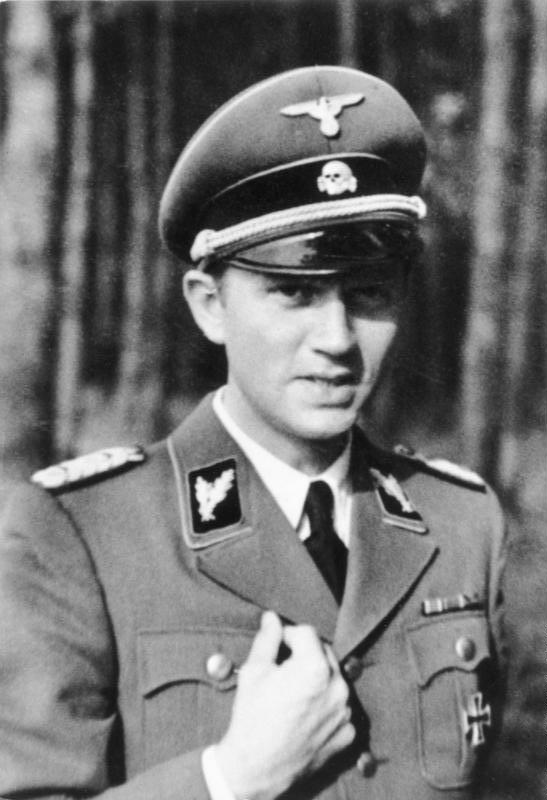
Walter Schellenberg

Durante 1944 e 1945, países que eram neutros ou aliados da Alemanha se juntaram às Potências Aliadas e declararam guerra à Alemanha. As embaixadas alemãs nesses países foram fechadas e suas propriedades e arquivos mantidos sob custódia de uma potência protetora nomeada (geralmente Suíça ou Suécia) sob os termos das Convenções de Genebra. Houve acordos de contrapartida para as antigas embaixadas dos países aliados em Berlim. O Departamento de Estado dos Estados Unidos preparou-se para as consequências diplomáticas do fim da guerra, supondo que haveria uma declaração explícita de rendição incondicional do estado alemão, de acordo com os termos de um rascunho de texto de rendição acordado em conjunto pelas potências aliadas. em 1944. Nos últimos dias de abril de 1945, o Departamento de Estado notificou as potências protetoras e todos os outros governos neutros restantes (como a Irlanda), que após a próxima rendição alemã, a identidade continuada do estado alemão repousaria exclusivamente nas quatro potências aliadas. As Potências Aliadas chamariam imediatamente de volta todo o pessoal diplomático alemão, tomariam posse de todas as propriedades do estado alemão, extinguiriam todas as funções de proteção do poder e exigiriam a transferência de todos os arquivos e registros para uma ou outra das embaixadas dos Aliados ocidentais.
Em 8 de maio de 1945, esses acordos entraram em vigor na íntegra, apesar de as únicas partes alemãs no documento de rendição assinado terem sido o Alto Comando Alemão. Os aliados ocidentais afirmaram que um estado alemão em funcionamento já havia deixado de existir e que, consequentemente, a rendição das forças armadas alemãs efetuou o término completo da Alemanha Nazista. As potências protetoras cumpriram integralmente as exigências dos Aliados: Suécia, Suíça e Irlanda anunciaram o rompimento das relações; consequentemente, o estado alemão cessou como entidade diplomática em 8 de maio de 1945. As equipes diplomáticas de países neutros ainda na Alemanha foram assim chamadas de volta, enquanto as de países em guerra com os Aliados foram feitas prisioneiras pelos Aliados.
Notavelmente, o embaixador japonês Hiroshi Ōshima e sua legação estavam entre os detidos. Apesar das objeções de Ōshima, ele e sua equipe receberam ordens de Hitler para deixar Berlim para Bad Gastein na Áustria, o que resultou na captura deles pelo Exército dos Estados Unidos. Se eles tivessem permissão para permanecer em Berlim, todos os diplomatas japoneses sobreviventes provavelmente teriam sido rapidamente repatriados para o Japão, uma vez que ainda não estavam em guerra com a União Soviética. O Império do Japão, que após a rendição alemã era efetivamente o único beligerante remanescente do Eixo, prontamente denunciou a rendição alemã e o governo de Flensburg e apreendeu a embaixada alemã em Tóquio e sete submarinos.
A partir de então, embora o governo de Flensburg tivesse um Ministro das Relações Exteriores nomeado, ele não tinha acesso aos ativos diplomáticos do antigo estado alemão e não recebia reconhecimento diplomático de nenhuma das antigas potências protetoras, dos outros países neutros restantes ou de qualquer um de seus antigos aliados no Extremo Oriente (ou seja, o Império Japonês e os regimes fantoches ainda funcionando sob seu controle). Em 5 de maio, Schwerin von Krosigk despachou Walter Schellenberg para a Suécia como emissário pessoal via Folke Bernadotte, na esperança de estabelecer relações diplomáticas e acelerar a rendição parcial das forças alemãs na Noruega. Esta missão foi superada pela capitulação geral de todas as forças alemãs e, após 8 de maio, todas as novas abordagens do governo de Flensburg à Suécia foram ignoradas.
O ex-ministro de armamentos Albert Speer sugeriu que, após a rendição, o governo de Flensburg deveria se dissolver. Em vez disso, Dönitz e seus ministros optaram por continuar na esperança de presidir a Alemanha do pós-guerra como um governo provisório. Embora não pudessem exercer autoridade territorial direta, o gabinete ainda se reunia diariamente às 10h. Vários documentos sobre questões de reconstrução do pós-guerra foram propostos para serem preparados, mas os aliados ocidentais não mostraram nenhum sinal de que poderiam recebê-los. Caso contrário, muito tempo foi dedicado à discussão de até que ponto os símbolos, medalhas e insígnias do regime de Hitler deveriam ser mantidos dentro do quartel-general de Flensburg.

### Crimes de Guerra Nazistas
Algum reconhecimento de crimes de guerra nazistas tornou-se inevitável. A saída da liderança da SS de Flensburg abriu caminho para o governo Dönitz oferecer sua própria versão de como surgiram os esquadrões de assassinato, campos de concentração e matadouros. A resposta deles foi que todas essas atrocidades foram cometidas em segredo e inteiramente por Himmler e pela SS. Dönitz e Jodl emitiram uma declaração pública conjunta "que nem a Wehrmacht alemã nem o povo alemão tinham conhecimento dessas coisas".  Embora essa afirmação fosse em grande parte falsa, o consequente mito da "boa Wehrmacht" como tendo sido enganada e traída pelas "SS do mal" foi amplamente difundido por décadas na Alemanha do pós-guerra. 

### Perspectivas aliadas
Embora tenha sido acordado entre os Aliados que o governo de Flensburg não deveria receber nenhum reconhecimento oficial, Winston Churchill mostrou-se relutante em seguir a linha. Em seu discurso anunciando a vitória ao povo britânico em 8 de maio, Churchill especificou que a rendição havia sido autorizada pelo "Grande Almirante Dönitz, o chefe designado do Estado alemão".  Da mesma forma, após a rendição incondicional, Churchill foi fundamental para instar que o governo de Flensburg não fosse fechado imediatamente, dizendo que podia ver "grandes vantagens em deixar as coisas de lado por um tempo".  A atitude de Churchill foi condicionada por sua preocupação de que as forças soviéticas pudessem tentar se estabelecer na Dinamarca; e ele viu a continuação temporária do governo de Flensburg no território sob controle britânico como o estabelecimento de uma moeda de troca para os britânicos em quaisquer negociações sobre as intenções soviéticas no Báltico ocidental, ao mesmo tempo em que facilitava a dissolução das forças alemãs.
Por outro lado, as declarações soviéticas consistentemente caracterizaram o governo de Flensburg como uma camarilha anti-soviética, buscando uma trégua no oeste apenas para manter a resistência contra as forças soviéticas no leste. Em 20 de maio, o governo da URSS deixou claro o que pensava do governo de Flensburg. Ele atacou a Administração Dönitz, chamando-a de "Gangue Dönitz" e criticou duramente qualquer ideia de permitir que ela retivesse qualquer poder. Pravda disse:
As discussões sobre o status da gangue fascista em torno de Dönitz continuam. Vários círculos aliados proeminentes considerarão necessário fazer uso dos "serviços" de Dönitz e seus colaboradores. No Parlamento britânico, essa gangue foi descrita como a 'Administração Dönitz'…. Um repórter da imprensa reacionária Hearst chamou o alistamento de Dönitz de "um ato de sagacidade política". Assim, um escriba fascista achou por bem fazer causa comum com o discípulo saqueador de Hitler. Ao mesmo tempo, a imprensa fascista em ambos os lados do Atlântico divulgou que as condições na Alemanha em 1918, quando os direitistas alemães produziram contos de fadas semelhantes de caos iminente. Então, as unidades intactas do Exército alemão foram usadas para novas aventuras no Oriente, imediatamente após a capitulação. A presente campanha tem objetivos semelhantes. Muitos círculos reacionários em torno dos Aliados se opõem à criação de uma nova Europa com base na Conferência da Crimeia. Esses círculos consideram a preservação de estados fascistas e criadouros como um meio de frustrar as aspirações democráticas de todas as nações amantes da liberdade....
Eisenhower tendia a concordar com a posição soviética (se não com o raciocínio por trás dela), suspeitando que Dönitz e seu gabinete poderiam ser uma fachada, enquanto a verdadeira liderança alemã, talvez incluindo Himmler, Bormann e o próprio Hitler (cujos restos mortais não eram conhecidos na época). terem sido identificados), permaneceram operando nos bastidores, ou de outra forma planejando sua ocultação e fuga. Com relutância mal disfarçada, Eisenhower concordou em ceder à visão britânica por um curto período, mas emitiu uma declaração esclarecedora de que a continuação do governo Dönitz não constituía seu reconhecimento como chefe de estado "mas apenas e temporariamente sob as instruções de os Comandantes Aliados para realizar tarefas relativas à alimentação, desarmamento e cuidados médicos das Forças Armadas Alemãs."

### Dissolução final do Governo de Flensburg

Três membros do governo de Flensburg, general Alfred Jodl, Dr. Albert Speer e o Grande Almirante Karl Dönitz, após sua prisão pelos britânicos.

Em 12 de maio, o major-general americano Lowell W. Rooks e seu vice-britânico, o brigadeiro E. J. Foord, chegaram a Flensburg e estabeleceram seus aposentos no navio de passageiros Patria, atracado no porto de Flensburg, deslocando os escritórios administrativos do governo de Flensburg que estavam alojados lá. Sua missão era fazer a ligação com o "governo interino" de Dönitz (como era então referido pelo SHAEF) e impor a vontade das Potências Aliadas vitoriosas ao OKW. Em 13 de maio, as autoridades britânicas prenderam Keitel por crimes de guerra. Dönitz nomeou Jodl como seu substituto. Embora a missão de ligação tenha marcado reuniões com membros do governo de Flensburg, elas apenas confirmaram que nem Dönitz nem seus ministros haviam conseguido estabelecer qualquer grau de autoridade civil. Churchill retirou sua proteção assim que ficou claro que, caso contrário, o Alto Comando Soviético teria de ser representado na missão de ligação. Em 21 de maio, o SHAEF aderiu às propostas soviéticas de que o governo de Flensburg fosse dissolvido e seus membros presos como prisioneiros de guerra. Isso foi realizado em 23 de maio. Nesse dia, um oficial britânico foi ao quartel-general de Dönitz e pediu para falar com os membros do governo. Dönitz, Friedeburg e Jodl foram então levados a bordo do Patria, onde Rooks os informou da dissolução do governo; prendendo-os e ordenou que fossem despidos e revistados em busca de frascos escondidos de veneno. A comunicação sobre a dissolução do governo em exercício e a prisão de seus membros foi feita de maneira formal, em torno de uma mesa no convés ' Patria: Dönitz, Jodl e Friedeburg sentaram-se de um lado, com Rooks, o capitão da marinha britânica Mund e o capitão soviético General Trusov do outro. Foord permaneceu de pé, ao lado de Rooks e um intérprete oficial também esteve presente no processo, que foi fotografado. No momento em que Dönitz emergiu do navio, a rua principal da cidade estava cheia de tanques britânicos e tropas cercando os alemães. Diante da perspectiva de ser revistado, von Friedeburg cometeu suicídio, enquanto Dönitz, Schwerin von Krosigk, Speer, Jodl e outros membros do governo dissolvido de Flensburg foram feitos prisioneiros, sob a responsabilidade da força-tarefa do Regimento da RAF comandada pelo líder de esquadrão Mark Hobden.
Os prisioneiros foram posteriormente entregues à Infantaria Ligeira de King's Shropshire. Alguns prisioneiros de guerra do governo de Flensburg, como Albert Speer, foram posteriormente transferidos para o campo de prisioneiros de guerra britânico Dustbin no castelo Kransberg, enquanto outros, incluindo Dönitz, foram transferidos para o acampamento Ashcan liderado pelos americanos. Mais tarde, todos os prisioneiros do Campo Ashcan foram transferidos para Nuremberg para serem julgados.

### Declaração de Berlim: 5 de junho de 1945

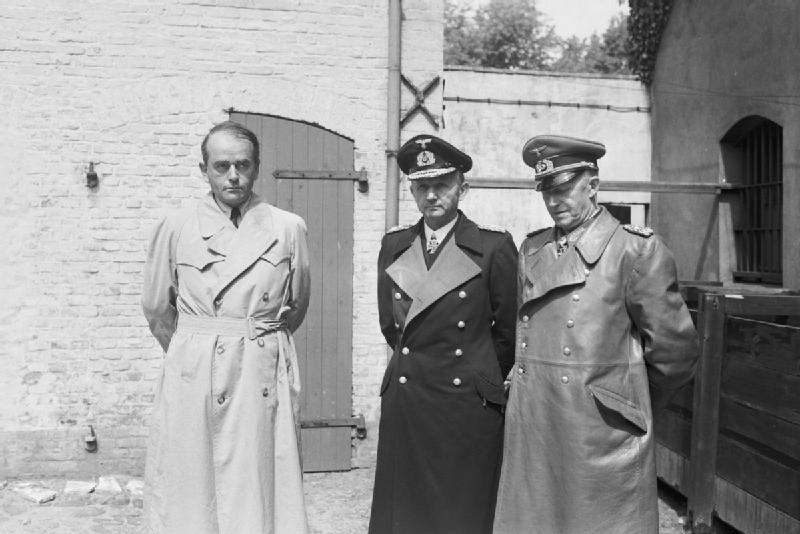
Albert Speer (esquerda), Karl Dönitz (centro) e Alfred Jodl (direita) após a prisão.

Com a prisão do Governo de Flensburg em 23 de maio de 1945, o Alto Comando Alemão também deixou de existir, não tendo sido mantida nenhuma autoridade central para governar a Alemanha, mesmo que nominalmente, ou para assumir a responsabilidade pelo cumprimento das exigências e instruções. das nações vitoriosas. Este vácuo de poder continuou por quase duas semanas até 5 de junho de 1945, quando os representantes das quatro Potências Aliadas assinaram a Declaração Sobre a Derrota da Alemanha e a Assunção da Autoridade Suprema pelas Potências Aliadas, também conhecida como Declaração de Berlim.

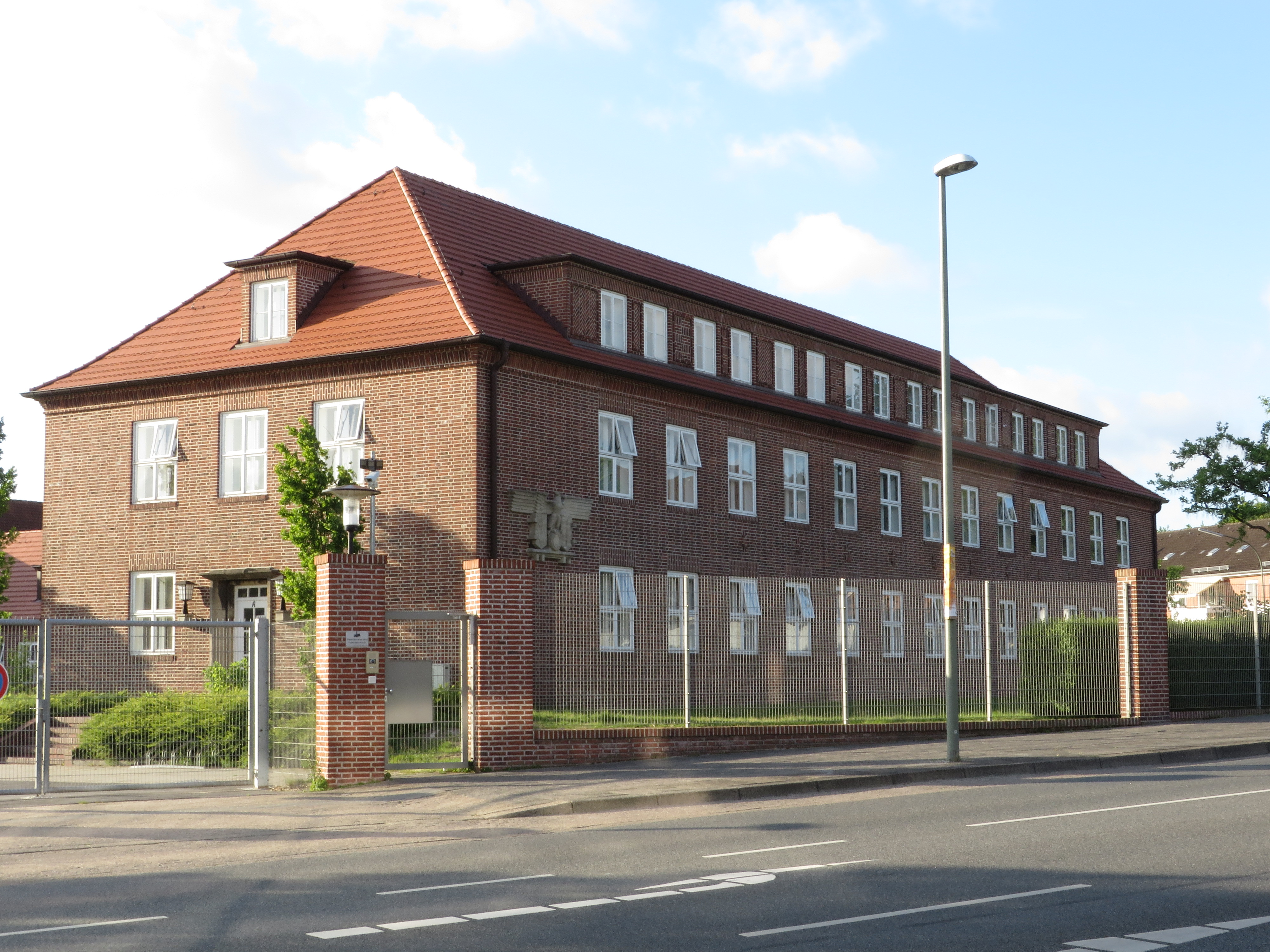
A escola de esportes em Mürwik, nos limites da Academia Naval de Mürwik, sede do governo de Flensburg. O Reichsadler da era nazista ainda está presente até hoje, mas com a suástica removida.

A declaração, emitida em Berlim às 18h00 de 5 de junho de 1945 e assinada por Eisenhower em nome dos Estados Unidos, Montgomery em nome do Reino Unido, Zhukov em nome da União Soviética e por de Tassigny em nome da União Provisória Governo da República Francesa, continha a seguinte declaração:
Os Governos dos Estados Unidos da América, da União das Repúblicas Socialistas Soviéticas e do Reino Unido e o Governo Provisório da República Francesa, assumem autoridade suprema em relação à Alemanha, incluindo todos os poderes possuídos pelo Governo Alemão, o Alto Comando e qualquer governo ou autoridade estadual, municipal ou local. A assunção, para os fins acima indicados, da referida autoridade e poderes não afeta a anexação da Alemanha.
Com efeito, a declaração de 5 de junho de 1945 deu reconhecimento legal ao estado de coisas que existia para todos os efeitos práticos a partir de 23 de maio, o mais tardar, ou seja, que a Alemanha não possuía um governo nativo. Consequentemente, autoridade e soberania completas foram assumidas pelo Governo de Ocupação Militar Aliado. A alegação das Potências Aliadas de que o estado alemão deixou de existir a partir de 5 de junho de 1945 foi então geralmente aceita, mas posteriormente veio a ser contestada no debate jurídico e político. De qualquer forma, a Declaração de Berlim reconhecia a continuação da existência da Alemanha como um território nacional e, portanto, implicava a continuação da existência de uma nação alemã habitando esse território.
Durante o estágio inicial da ocupação da Alemanha, a autoridade suprema foi exercida pelas Quatro Potências em conjunto para todas as zonas de ocupação por meio do Conselho de Controle Aliado. Portanto, este conselho foi o sucessor imediato da Administração Dönitz no governo dos territórios nacionais alemães. De acordo com o Acordo de Potsdam, depois de 2 de agosto de 1945, o Conselho de Controle Aliado limitou sua jurisdição ao território alemão pré-guerra a oeste da Linha Oder-Neisse (ou seja, as terras correspondentes às atuais fronteiras da Alemanha), implementando assim a decisão das Quatro Potências para colocar o território pré-guerra da Alemanha a leste da Linha Oder-Neisse sob administração polonesa e soviética direta.